# Taojüan megye
Taojüan (egyszerűsített kínai írással: 桃園市, angolul: Taoyuan City) a Kínai Köztársaság egyik közigazgatási egysége. A sziget északi részén található Tajpej, Hszincsu és Yilan megyék közvetlen szomszédságában. Két legnagyobb városa Taoyuan körzet (402 014 fő) és Csungli (365 455 fő). Teljes népessége 2 millió fő, teljes területe 34,8 km².

## Gazdaság
Számos nemzetközi cég székel Taojüanben, mint például az EVA Air valamint az Evergreen. 2010. márciusától ide költöztette székhelyét a China Airlines légitársaság.

## Közlekedés
Számos vasútvonal szeli át a megyét, valamit áthalad rajta az ország északi és déli részét összekötő, az ország leggyorsabb (300 km/h) vasútja a Tajvani nagysebességű vasút (High Speed Rail).

## Közigazgatás
| Közigazgatási egységek |
| ---------------------- |
| Bade körzet            |
| Pingzen körzet         |
| Taoyuan körzet         |
| Yangmei körzet         |
| Zhongli körzet         |
| Daxi körzet            |
| Dayuan körzet          |
| Fuxing körzet          |
| Guanyin körzet         |
| Guishan körzet         |
| Longtan körzet         |
| Luzhu körzet           |
| Xinwu körzet           |